# Unione Comuni Garfagnana
L'Unione Comuni Garfagnana è un'unione di comuni della Toscana, in provincia di Lucca, formata dai comuni di  Camporgiano, Careggine, Castelnuovo di Garfagnana, Castiglione di Garfagnana, Fabbriche di Vergemoli, Fosciandora, Gallicano, Minucciano, Molazzana, Piazza al Serchio, Pieve Fosciana, San Romano in Garfagnana, Sillano Giuncugnano e Villa Collemandina.